# Garcinia amboinensis
Garcinia amboinensis là một loài thực vật có hoa trong họ Bứa. Loài này được Spreng. mô tả khoa học đầu tiên năm 1825.